# Jukebox (musikalbum av Drifters)
Jukebox är ett studioalbum från 2013 av det svenska dansbandet Drifters.

## Låtlista
1. Vacation (Hank Hunton, Gary Waston, Connie Francis)
2. Säger du nej? (Henrik Sethson, Ulf Georgsson)
3. Jukebox (Uffe Börjesson, Calle Kindbom, Dick Karlsson)
4. 1:a gången (Magnus Uggla, Anders Henriksson)
5. Please Mr. Postman (Brian Holland, Robert Bateman, Freddie Gorman)
6. En tuff brud i lyxförpackning (Simon Brehm, Sven Paddock, Gösta Stevens)
7. Det måste gå (Henrik Sethson, Mikael Wigström)
8. Livet kommer inte i repris (Mats Tärnfors, Marica Lindé)
9. Det blir alltid som du vill (Mats Tärnfors, Marica Lindé)
10. Det är vi (Henrik Sethson, Calle Kindbom)
11. I goda vänners lag (Peter Samuelsson, Thomas Berglund, Håkan Swärd)
12. Ingen i världen som du (Henrik Sethsson, Thomas Berglund, Ulf Georgsson)

## Listplaceringar
| Lista (2013) | Topplacering |
| ------------ | ------------ |
| Sverige      | 2            |

### Fotnoter
1. ↑  ”Jukebox”. Ginza musik. 6 mars 2013. Arkiverad från originalet den 26 december 2013. https://web.archive.org/web/20131226021131/http://www.ginza.se/product/drifters/jukebox-2013/231219/. Läst 25 december 2013.
2. ↑  ”Jukebox”. Svensk mediedatabas. 6 mars 2013. http://smdb.kb.se/catalog/id/002975088. Läst 14 januari 2014.
3. ↑  Listplacering, läst 25 december 2013 Arkiverad 26 december 2013 hämtat från the Wayback Machine.